# 라우라 바르가스 코흐
라우라 바르가스 코흐(독일어: Laura Vargas Koch, 1990년 6월 29일~)는 독일의 유도 선수, 과학자이다. 2016년 하계 올림픽에서 여자 미들급 동메달을 획득했으며 세계 선수권 대회에서 은메달 1개, 동메달 1개를 획득했다.
유도 선수로 활동하면서 컴퓨터공학과 응용수학을 공부했다. 2019년 무릎 부상으로 인해 은퇴한 후 학업을 이어나가 2020년에 아헨 공과대학교에서 박사 학위를 취득했다.